# Sebastián Zunino
Sebastián Alejandro Zunino (Ramos Mejía, provincia de Buenos Aires; 21 de enero de 1988) es un árbitro de fútbol argentino, que dirige en la máxima categoría de su país desde 2021. Desde 2024, es árbitro internacional representando a la Argentina.

## Carrera
Debutó en la máxima categoría del fútbol argentino en el partido entre Godoy Cruz y Platense en la vigesimocuarta fecha del Campeonato de Primera División 2021. Antes de iniciar en el arbitraje, fue jugador de las divisiones formativas de Sportivo Italiano. En el año 2016 dirige su primer encuentro en la Primera D.

## Estadísticas
| Competición                               | Organizador | Años    | PD  | Amonestado | Prom. | Expulsado | Prom. |
| ----------------------------------------- | ----------- | ------- | --- | ---------- | ----- | --------- | ----- |
| Primera División de Argentina             | AFA         | 2021–   | 22  | 97         | 4,41  | 11        | 0,5   |
| Copa de la Liga Profesional               | AFA         | 2022–   | 6   | 26         | 4,33  | 5         | 0,83  |
| Primera B Nacional                        | AFA         | 2020–   | 80  | 376        | 4,70  | 31        | 0,39  |
| Primera B                                 | AFA         | 2018–   | 25  | 85         | 3,4   | 19        | 0,76  |
| Copa Argentina                            | AFA         | 2020–   | 5   | 17         | 3,4   | 2         | 0,4   |
| Totales                                   | Totales     | Totales | 138 | 601        | 4,35  | 68        | 0,49  |
| Datos actualizados al 24 de enero de 2024 |             |         |     |            |       |           |       |

Fuente: livefutbol.com